# سليم عياش
سليم جميل عيّاش (10 نوفمبر 1963 - 10 نوفمبر 2024) كان قياديا عسكريا في حزب الله. اتهمته المحكمة الدولية الخاصة بلبنان في يونيو 2011 بالتورط في اغتيال رفيق الحريري، اغتيل بغارة اسرائيلية بتاريخ 10 نوفمبر 2024 وهو تاريخ ميلاده. وأصدرت المحكمة الدولية الخاصة بلبنان في جلستها المنعقدة يوم 18 أغسطس 2020، حُكمًا غيابياً بإدانته في جريمة اغتيال رئيس الوزراء اللبناني الراحل رفيق الحريري و21 شخصًا آخرين والتي وقعت في شهر فبراير 2005. وفي 29 آذار سنة 2021، أعلنت وزارة الخارجية الأميركية عن مكافأة 10 ملايين دولار لمن يدلي بمعلومات عن سليم عياش المدان باغتيال رئيس الوزراء اللبناني الراحل رفيق الحريري.

## حياته
ولد سليم جميل عيّاش في حاروف بلبنان بتاريخ 10 تشرين الثاني (نوفمبر) 1963، ووالده هو جميل دخيل عيّاش، ووالدته هي محاسن عيسى سلامة. كان قد أقام سابقًا في عدة أماكن وتتضمن بناية طباجة، الكائنة في شارع الجاموس، بالحدث، في جنوب بيروت؛ وفي مجمّع آل عيّاش في حاروف بالنبطية في جنوب لبنان.

## التهم
حسب المحكمة الدولية الخاصة بلبنان فإنَّ سليم عياش مُتهم في:
- مؤامرة هدفها ارتكاب عمل إرهابي.
- ارتكاب عمل إرهابي باستعمال أداة متفجّرة.
- قتل رفيق الحريري عمدًا باستعمال مواد متفجّرة.
- قتل (21 شخصًا آخر إضافةً إلى قتل رفيق الحريري) عمدًا باستعمال مواد متفجرة.
- محاولة قتل (231 شخصًا إضافةً إلى قتل رفيق الحريري) عمدًا باستعمال مواد متفجرة.

## اغتيال الحريري
في 18 أغسطس 2020 أعلنت المحكمة الدولية الخاصة الآتي: «الأدلة تثبت تورط سليم عياش في عملية اغتيال الحريري عمدًا وعن سابق إصرار»، مؤكدة أن «عياش مذنب في كل التهم الموجهة اليه». أما الشخصيات الثلاث الأخرى فهم: حسين عنيسي، وأسد صبرا، وحسن حبيب مرعي، الذين برأتهم المحكمة من مسؤولية الاغتيال. وعلى الرغم من أن عياش يعتبر مسؤولًا في حزب الله، إلا أن المحكمة الدولية صرحت أنه: «لا دليل مباشر على دور سوري أو لحزب الله بعملية الاغتيال».

## روابط خارجية
- سليم جميل عيّاش على موقع المحكمة الدولية الخاصة بلبنان